# Omar Vizquel
Omar Enrique González Vizquel (né le 24 avril 1967 à Caracas, Venezuela) est un joueur de baseball ayant joué dans les Ligues majeures à la position d'arrêt-court durant 24 saisons, de 1989 à 2012. Il est nommé en novembre 2013 instructeur chez les Tigers de Détroit.
Omar Vizquel détient le record pour le plus grand nombre de matchs joués à la position d'arrêt-court dans les majeures, ayant joué à ce poste 2 709 matchs en 24 saisons. Ses 2 877 coups sûrs en carrière sont un record pour un joueur né au Venezuela.
Reconnu comme l'un des meilleurs joueurs défensifs de l'histoire, il remporte 11 Gants dorés, le second plus haut total pour un arrêt-court derrière les 13 d'Ozzie Smith. Vizquel détient la meilleure moyenne défensive de l'histoire pour un joueur d'arrêt-court (excluant les joueurs encore actifs),. Il est l'arrêt-court ayant participé en défensive au plus grand nombre de double jeux en carrière (1 734) dans l'histoire des majeures. En 2010, il réussit son 400e but volé et se retire avec 404.

## Carrière de joueur

### Mariners de Seattle
Vizquel a commencé sa carrière avec les Mariners de Seattle où il était un excellent arrêt-court défensif. Mais il n'a frappé que  0,220, 0,247 et 0,230 avec 39 coups sûrs de plus d'un but. Il a frappé 0,294 en 1992 il avait une moyenne de 0,292 après la moitié, mais n'a frappé que 0,202 pour le reste de la saison.

### Indians de Cleveland

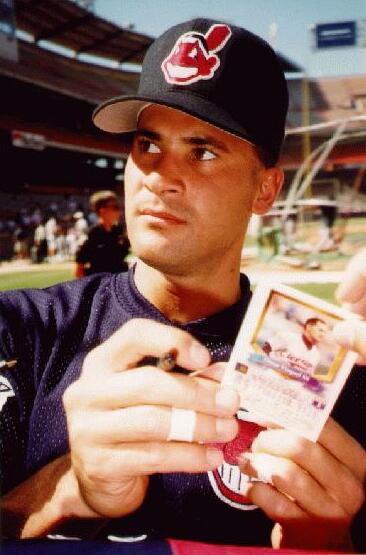
Vizquel en 1996 avec les Indians.

En 1994 Vizquel fut transféré aux Indians de Cleveland où il a gagné le gant doré plusieurs fois avec son coéquipier Roberto Alomar. Seuls 8 combinaisons d'arrêt-court et deuxième but ont gagné chacun un gant doré lors de la même saison. Ils en ont gagné un en 1999, 2000 et 2001. Au bâton il s'est amélioré, et a frappé une moyenne au-dessus de 0,280 pour 5 saisons d'affilée entre 1996 et 2000, y compris une moyenne de 0,333 en 1999 - 191 pour 574 avec 36 doubles,  66 points produits et 112 points marqués. C'est la seule fois où il dépassé le palier de 0,300.

#### Série mondiale et rivalité avec José Mesa
Omar Vizquel a fait partie de la formation des Indians de Cleveland ayant participé deux fois à la Série mondiale, en 1995 et 1997, chacune de ces présences en finale s'étant soldé par un échec. Dans son auto-biographie Omar! My Life On and Off the Field, publiée en 2002, le joueur d'arrêt-court blâma son ancien coéquipier - et ancien ami personnel - José Mesa pour la défaite survenue contre les Marlins de la Floride lors de la Série mondiale 1997.
Ceci mit fin à l'amitié entre les deux hommes. Le lanceur Mesa promit publiquement d'atteindre délibérément Vizquel d'un lancer à chaque fois qu'il l'affronterait dans un match. Il tint parole peu de temps après. Le 12 juin 2002, Mesa, évoluant à présent pour les Phillies de Philadelphie, atteint Vizquel d'un tir pendant la 9e manche. Le 22 avril 2006, Mesa (lançant pour les Rockies du Colorado) récidiva et atteint à nouveau Vizquel, qui s'alignait alors avec les Giants de San Francisco. Mesa écope de quatre parties de suspension. Le lendemain de cette rencontre, les deux équipes s'affrontèrent à nouveau et quatre frappeurs furent atteints (dont Vizquel, mais cette fois par le lanceur Matt Morris). Deux lanceurs, les gérants des deux formations et un instructeur des lanceurs furent expulsés par les arbitres. Le gérant des Giants, Felipe Alou, bien au fait de la rivalité Vizquel-Mesa, déclara que « ceux chargés de mettre fin à cette situation auraient intérêt à le faire, et vite » puisque 15 autres parties entre les deux clubs étaient prévues au calendrier.

### Giants de San Francisco

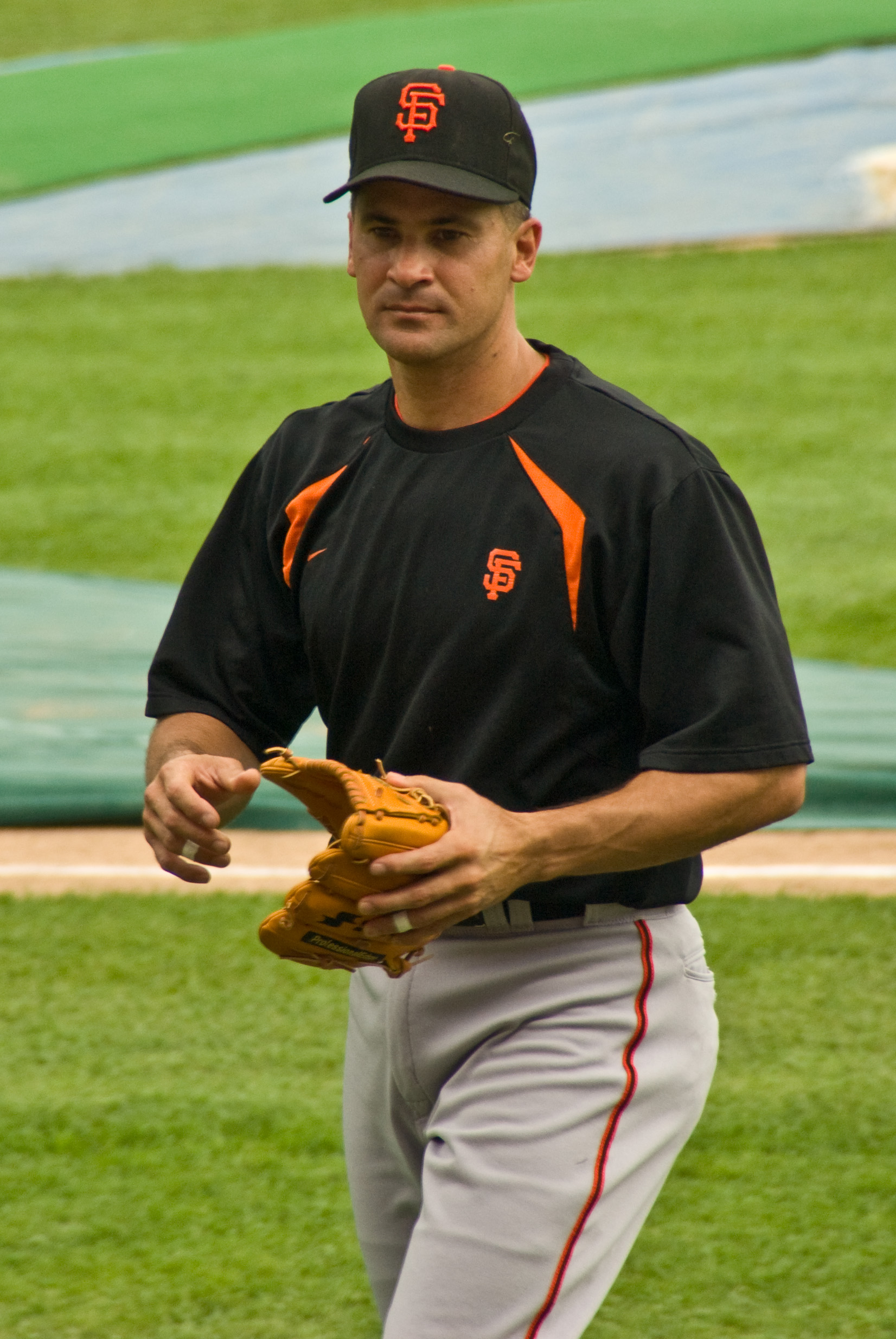
Omar Vizquel en 2008 avec les Giants de San Francisco.

Le 6 mai 2007 pour les Giants de San Francisco il a frappé son 2500e coup sûr. Il est devenu le 83e joueur ayant frappé 2500 coups sûrs en carrière. Statistiquement, ses performances sont très proches de celles de Ozzie Smith qui lui-même a eu 13 gants dorés et 2 460 coups sûrs. Smith est un membre du Temple de la renommée du baseball.

### Rangers du Texas
Le 21 janvier 2009, Vizquel a quitté les Giants de San Francisco, avec qui il venait de disputer quatre saisons, pour se joindre aux Rangers du Texas. Le vétéran de 41 ans a signé un contrat des ligues mineures avec l'équipe. Il ne commet aucune erreur en défensive à son unique saison au Texas.

### White Sox de Chicago
Vizquel signe pour la saison 2010 un contrat d'un an avec les White Sox de Chicago. Vizquel obtient une permission spéciale de l'ancienne vedette des White Sox Luis Aparicio pour porter le numéro 11 à sa première année à Chicago. Le numéro 11 avait été retiré par les White Sox en 1984. Le record de 2 583 parties jouées à l'arrêt-court dans les majeures par Aparicio avait été battu par Vizquel en 2008. En 2010, il dispute 108 parties avec les Sox, principalement comme joueur de troisième but. Il joue aussi quelques matchs au deuxième but mais seulement neuf à l'arrêt-court, poste dont Alexei Ramírez est titulaire. En 2010, il rejoint et dépasse Aparicio au second rang de l'histoire des majeures pour les coups sûrs par un joueur d'arrêt-court et n'est devancé que par Derek Jeter.
Vizquel et les White Sox signent un nouveau contrat pour la saison 2011. À 44 ans, il est le deuxième joueur le plus âgé à jouer dans les majeures en 2011 après Tim Wakefield.

### Blue Jays de Toronto
Le 24 janvier 2012, il rejoint les Blue Jays de Toronto. À 45 ans, il est en 2012 le joueur le plus âgé de la Ligue américaine, et le plus âgé ou second plus âgé des majeures après Jamie Moyer, 49 ans, qui dispute quelques parties pour Colorado. Il est aussi le joueur le plus âgé de l'histoire des majeures à jouer à l'arrêt-court, battant la marque de Bobby Wallace, qui avait 44 ans à ses derniers matchs à cette position pour les Cardinals de Saint-Louis de 1918. Vizquel frappe pour ,235 avec 36 coups sûrs, 16 points marqués, 7 points produits et 3 vols de buts en 60 matchs pour Toronto à sa dernière saison.

## Honneurs
(Statistiques mises à jour après la saison 2013)
- 11 gants dorés (1993-2001, 2005, 2006)
- Deuxième meilleur pourcentage défensif de l'histoire pour un arrêt-court (0,985)
- Plus grand nombre de doubles jeux par un arrêt-court dans les majeures (1 734 comme arrêt-court)
- Plus grand nombre de parties jouées à l'arrêt-court dans les majeures (2 709)[17]
- Élu trois fois dans l'équipe des étoiles (1998, 1999, 2002)
- 2e pour les coups sûrs réussis en carrière par un arrêt-court[11].

## Carrière d'instructeur
En 2013, Omar Vizquel est instructeur auprès des joueurs d'avant-champ dans l'organisation des Angels de Los Angeles. 
Le 18 novembre 2013, il devient instructeur de premier but des Tigers de Détroit, chez qui il supervise aussi le jeu défensif à l'avant-champ et la course sur les buts.

## Vie personnelle
Le dessin animé Les Simpson a fait référence à Omar Vizquel dans un épisode diffusé originellement en 1992 et intitulé Bart's Friend Falls in Love. Dans cette émission, Bart Simpson profite de la distraction de son ami Milhouse Van Houten pour lui refiler une carte de baseball d'Omar Vizquel dont la tête est coupée en échange d'une carte du légendaire Carl Yastrzemski.